# Jorge Carpio
Jorge Carpio Nicolle (Guatemala-Stad, 26 juni 1908 - Chichicastenango, 3 juli 1993) was een Guatemalteeks politicus en journalist.
Carpio was directeur en redacteur van El Gráfico, een van de grootste kranten van Guatemala, en diende als Guatemala's ambassadeur bij de Verenigde Naties. In 1984 richtte hij de liberale Unie van het Nationale Centrum (UCN) op. In 1985 nam hij voor de UCN deel aan de presidentsverkiezingen, maar verloor aan Vinicio Cerezo. Bij zijn tweede poging president te worden vijf jaar later werd hij weer tweede, ditmaal achter Jorge Serrano.
Op 3 juli 1993 werd hij op campagne in Chichicastenango in het departement El Quiché ingesloten door een groep gewapende mannen, die na hem herkend te hebben het vuur openden, waarna Carpio ter plekke overleed. Volgens ooggetuigen waren de daders leden van een 'Burgerlijke Defensiepatrouille', aan het leger gelieerde paramilitairen. Hoewel de daders geïdentificeerd zijn is er nog niemand veroordeeld voor de moord op Carpio.